# 哈姆扎河
哈姆扎河（葡萄牙語：Rio Hamza）是巴西一個水流緩慢的地下蓄水層，发现于2011年，长约6000公里。河流的名字是非官方的，以发现者瓦利亚·哈姆扎命名。

## 描述
哈姆扎河和亚马孙河是亚马孙盆地的两个主要的水系，虽然哈姆扎河的容积流率只有亚马孙河的3%——约3000立方米每秒。它由西流向东，在地表以下4000米，流向与亚马孙河大致一致。哈姆扎河注入大西洋，可能造成了亚马孙河口的低盐度。它所含的水分是高盐度的。